# Brand New Cherry Flavor
Brand New Cherry Flavor é uma minissérie americana de terror dramático criada por Nick Antosca e Lenore Zion, baseada no romance homônimo de Todd Grimson. O elenco inclui Rosa Salazar, Catherine Keener, Eric Lange, Manny Jacinto e Jeff Ward. A série estreou na Netflix em 14 de agosto de 2021.

## Premissa
Lisa N. Nova (Rosa Salazar) chega a Los Angeles decidida a dirigir seu primeiro filme. Mas quando ela confia na pessoa errada e é apunhalada pelas costas, tudo vai ladeira abaixo e o projeto de um sonho se transforma em um pesadelo. Este pesadelo em particular tem zumbis, assassinos, gatinhos sobrenaturais e um misterioso tatuador que gosta de lançar maldições sobre as pessoas. E Lisa vai ter que descobrir alguns segredos de seu próprio passado para sair viva. — Netflix

## Elenco e personagens

### Principal
- Rosa Salazar como Lisa Nova
- Catherine Keener como Boro / Jennifer Nathans
- Eric Lange como Lou Burke
- Jeff Ward como Roy Hardaway

### Recorrente
- Manny Jacinto como Chris / Code
- Hannah Levien como Christine
- Siena Werber como Mary Gray / Boro
- Daniel Doheny como Jonathan Burke

### Convidados
- Leland Orser como Mike Nathans
- Patrick Fischler como Alvin Sender

## Episódios

### Resumo
| Temporada | Temporada | Episódios | Episódios | Originalmente exibido | Originalmente exibido |
| Temporada | Temporada | Episódios | Episódios | Estreia da temporada  | Final da temporada    |
| --------- | --------- | --------- | --------- | --------------------- | --------------------- |
|           | 1         | 8         | 8         | 13 de agosto de 2021  | 13 de agosto de 2021  |

### 1.ª Temporada (2021)
| N.º | Título (no Brasil)                     | Dirigido por      | Escrito por                                                                                | Lançamento           |
| --- | -------------------------------------- | ----------------- | ------------------------------------------------------------------------------------------ | -------------------- |
| 1 | "I Exist" "Eu existo"                  | Arkasha Stevenson | Roteiro por: Lenore Zion & Nick Antosca                                                    | 13 de agosto de 2021 |
| Grandes promessas e perigos esperam em cada curva quando a nova diretora Lisa encontra um poderoso produtor — que quer mais do que ela imagina.                           |                                        |                   |                                                                                            |                      |
| 2 | "Hair of the Dog" "Maldição com pelos" | Gandja Monteiro   | Mando Alvarado                                                                             | 13 de agosto de 2021 |
| Abalada por um estranho nascimento e sedenta de vingança, Lisa se compromete com a maldição, apesar das visões abomináveis. Roy se propõe a ajudar.                       |                                        |                   |                                                                                            |                      |
| 3 | "Roman Candle" "Vela romana"           | Gandja Monteiro   | Christina Ham                                                                              | 13 de agosto de 2021 |
| Perdida na selva de Boro e surpresa com a violência da planta, Lisa recebe uma proposta inusitada de Lou. Primeiro vem a projeção — depois os gritos.                     |                                        |                   |                                                                                            |                      |
| 4 | "Tadpole Smoothie" "Suco de girinos"   | Matt Sobel        | Roteiro por: Nick Antosca & Haley Z. Boston História por: Alana B. Lytle & Haley Z. Boston | 13 de agosto de 2021 |
| Se uma porta estranha se abre, por que não entrar? Em meio ao caos, Lou confronta Lisa. Surgem pistas do passado de Boro. Aparece uma nova abertura.                      |                                        |                   |                                                                                            |                      |
| 5 | "Jennifer"                             | Matt Sobel        | Lenore Zion & Haley Z. Boston                                                              | 13 de agosto de 2021 |
| Você não pode voltar para casa: uma mulher se reúne com a família. Lou encontra Mary desesperada e busca uma forma de se vingar de Lisa. O filho pródigo retorna.         |                                        |                   |                                                                                            |                      |
| 6 | "Milk Bath" "Banho de leite"           | Jake Schreier     | Matt Fennell                                                                               | 13 de agosto de 2021 |
| Mary se obceca com a visão que tem do filme. Boro conta sua história. Lisa recupera a energia. Lou vai por tudo ou nada, mas será que ele consegue o que quer?            |                                        |                   |                                                                                            |                      |
| 7 | "Egg" "Ovo"                            | Jake Schreier     | Mando Alvarado & Christina Ham Lenore Zion & Nick Antosca                                  | 13 de agosto de 2021 |
| Em desespero, Lisa beija o sapo, mas a chave é a magia de sangue e sexo. Lou e Jonathan vivem um momento aparente de conexão. Um espírito selvagem consegue o impossível. |                                        |                   |                                                                                            |                      |
| 8 | "Bodies" "Corpos"                      | Nick Antosca      | Lenore Zion & Nick Antosca                                                                 | 13 de agosto de 2021 |
| Lisa tenta conseguir respostas. Ela fez muitos inimigos no caminho para o topo e ainda tem contas a acertar. Quem conseguirá sobreviver?                                  |                                        |                   |                                                                                            |                      |

## Produção
Em 15 de novembro de 2019, foi anunciado que a Netflix havia dado permissão para a produção de uma minissérie de 8 episódios. A série limitada foi criada, escrita e produzida por Nick Antosca e Lenore Zion. Arkasha Stevenson dirigiu o primeiro episódio. As produtoras envolvidas na produção consistem em Eat the Cat e Universal Content Productions. Junto com o anúncio do pedido da série, foi confirmado que Rosa Salazar, Catherine Keener, Eric Lange, Manny Jacinto e Jeff Ward se juntaram ao elenco. Em 17 de dezembro de 2020, Hannah Levien, Leland Orser e Patrick Fischler também foram anunciados como membros recorrentes do elenco. As gravações da primeira temporada duraram de novembro de 2019 a março de 2020 e tiveram como local a cidade de Vancouver, Canadá e Los Angeles, Califórnia. A minissérie foi lançado em 13 de agosto de 2021.

## Recepção
O site agregador de resenhas Rotten Tomatoes coletou 36 resenhas e identificou 81% delas como positivas, com uma classificação média de 7,1/10. O consenso dos críticos afirma: "Embora definitivamente não seja para todos os gostos, Brand New Cherry Flavor é uma viagem deliciosamente perturbada protagonizada por outra atuação incrível de Rosa Salazar." De acordo com o Metacritic, a série recebeu "avaliações geralmente favoráveis" com base em uma pontuação média ponderada de 62 em 100 de 13 avaliações.